# Durvilledoris circumflava
Durvilledoris circumflava is een slakkensoort uit de familie van de Chromodorididae. De wetenschappelijke naam van de soort is voor het eerst geldig gepubliceerd in 1990 door Rudman.